# Vojin Ćaćić
Vojin Ćaćić (en monténégrin : Војин Ћаћић) est un joueur monténégrin de volley-ball né le 31 mars 1990 en République fédérale de Yougoslavie. Il mesure 2,02 m et joue réceptionneur-attaquant. Il totalise 90 sélections en équipe du Monténégro.

## Clubs
| Club                  | De        | À        |
| --------------------- | --------- | -------- |
| OK Budvanska Rivijera | 2006-2007 | déc 2013 |
| Rennes Volley 35      | jan 2014  | ...      |

## Palmarès
- Championnat du Monténégro (5)
  - Vainqueur : 2009, 2010, 2011, 2012, 2013
  - Finaliste : 2007, 2008
- Coupe du Monténégro (3)
  - Vainqueur : 2010, 2011, 2012
  - Finaliste : 2007, 2008, 2009